# 유동수
유동수(柳東秀, 1961년 9월 18일~)는 대한민국의 공인회계사 출신 정치인이다. 제20·21·22대 국회의원이다.

## 학력
- 부안국민학교 졸업
- 삼남중학교 졸업
- 전라고등학교 졸업
- 연세대학교 경영대학 경영학과 학사

## 경력
- 인천광역시 계양구 방위협의회 부회장
- 계양복지지원협의회장
- 경인여자대학교 감사
- 인천광역시 계양구 결산감사위원
- 북인천세무서 과세적부심 심사위원
- 인덕회계법인 인천지점 대표 공인회계사
- 세동 회계법인 공인회계사
- 인천광역시 공익사업선정위원회 위원
- 민선 5기 인천광역시장 인수위원회 전문위원
- 인천도시공사 상임감사
- 2016년 3월: 더불어민주당 사회적경제위원회 부위원장
- 2016년 4월 13일: 대한민국 제20대 국회의원 선거 당선(인천 계양구 갑, 더불어민주당, 초선)
- 2016년 5월~: 더불어민주당 인천광역시당 계양구 갑 지역위원회 위원장
- 2016년 5월~2017년 5월: 더불어민주당 원내예산부대표
- 2016년 6월~2017년 5월: 더불어민주당 서민주거TF 간사
- 2016년 6월~: 더불어민주당 을지로위원회 위원
- 2017년 4월~2017년 5월: 제19대 대통령 선거 더불어민주당 문재인 대통령 후보 국민주권선거대책위원회 직능본부 부본부장
- 2017년 5월~2018년 5월: 더불어민주당 원내부대표(정책)
- 2017년 6월~2018년 6월: 더불어민주당 민생상황실 민생119팀 위원
- 2018년 2월: 더불어민주당 가상통화TF 위원
- 2018년 11월: 더불어민주당 국가경제자문회의 거시경제금융분과위원회 위원장
- 2018년 11월: 더불어민주당 국가경제자문회의 거시경제금융분과위원회 위원장
- 2019년: 더불어민주당 택시카풀TF 위원
- 2019년: 더불어민주당 가업상속 및 자본시장과세 제도개선TF 위원
- 2019년 1월: 더불어민주당 자본시장활성화특별위원회 위원
- 2019년 3월: 더불어민주당 포항지열발전소 지진대책특별위원회 위원
- 2019년 6월~: 더불어민주당 민주연구원 회계감사
- 2020년 4월 15일: 대한민국 제21대 국회의원 선거 당선(인천 계양구 갑, 더불어민주당, 재선)
- 2020년 8월~2022년 8월: 더불어민주당 인천광역시당 위원장
- 2020년 9월~2021년 11월: 더불어민주당 정책위원회 수석부의장
- 2020년 9월: 더불어민주당 미래전환 K-뉴딜위원회 총괄부본부장
- 더불어민주당 정책위원회 선임부의장
- 2022년 9월~: 더불어민주당 당헌당규강령위원장
- 2023년 9월~2024년 4월: 더불어민주당 원내정책수석부대표
- 2024년 4월 10일: 대한민국 제22대 국회의원 선거 당선(인천 계양구 갑, 더불어민주당, 3선)
- 2024년 10월~: 더불어민주당 이재명 대표 경제특보단장
- 2025년 4월~: 더불어민주당 중앙위원회 부의장
- 2025년 8월~: 더불어민주당 정책위원회 수석부의장(경제)

### 의정 활동
- 2016년 5월 30일~2020년 5월 29일: 제20대 국회의원(인천 계양구 갑, 더불어민주당, 초선)
  - 2016년 6월~2017년 7월: 제20대 국회 전반기 산업통상자원위원회 위원
  - 2016년 6월~2017년 5월: 제20대 국회 전반기 예산결산특별위원회 위원
  - 2017년 3월~2017년 5월: 제20대 국회 전반기 운영위원회 위원
  - 2017년 7월~2018년 5월: 제20대 국회 전반기 산업통상자원중소벤처기업위원회 위원
  - 2017년 12월~2018년 5월: 제20대 국회 미세먼지 대책 특별위원회 위원
  - 2018년 7월~2019년 3월: 제20대 국회 후반기 정무위원회 위원
  - 2019년 3월~2020년 5월: 제20대 국회 후반기 정무위원회 간사
- 2020년 5월 30일~2024년 5월 29일: 제21대 국회의원(인천 계양구 갑, 더불어민주당, 재선)
  - 2020년 6월~2022년 5월: 제21대 국회 전반기 정무위원회 위원
  - 2020년 7월~2024년 5월: 서민금융활성화 및 소상공인포럼 연구책임의원
  - 2020년 7월~2024년 5월: 국회세계한인경제포럼 구성의원
  - 2022년 7월~2023년 6월: 제21대 국회 후반기 기획재정위원회 위원
  - 2022년 11월~2023년 5월: 제21대 국회 후반기 예산결산특별위원회 위원
  - 2023년 6월~2024년 5월: 제21대 국회 후반기 기획재정위원회 간사
- 2024년 5월 30일~: 제22대 국회의원(인천 계양구 갑, 더불어민주당, 3선)
  - 2024년 6월~: 제22대 국회 전반기 정무위원회 위원

## 역대 선거 결과
|  | 43.48% |

|  | 60.48% |

|  | 58.29% |

## 소속 정당
| 소속 정당 | 소속 정당      | 소속 기간 | 비고           |
| --------- | -------------- | --------- | -------------- |
|           | 열린우리당     | 2003~2007 | 창당 정계 입문 |
|           | 대통합민주신당 | 2007~2008 | 합당           |
|           | 통합민주당     | 2008      | 합당           |
|           | 민주당         | 2008~2011 | 당명 변경      |
|           | 민주통합당     | 2011~2013 | 합당           |
|           | 민주당         | 2013~2014 | 당명 변경      |
|           | 새정치민주연합 | 2014~2015 | 합당           |
|           | 더불어민주당   | 2015~현재 | 당명 변경      |

## 같이 보기
- 계양구 갑
- 인천 계양구의 국회의원